# Chrisje de Vries
Chrisje de Vries (Rosmalen, 31 maart 1988) is een Nederlandse golfprofessional.
Zij was op 7-jarige leeftijd al lid van de Waterlandse Golfclub en werd later lid van Golfclub Houtrak waar ook haar broer Jules de Vries speelde.
Al in 2000 zat Chrisje in de NGF C-selectie. Zij behaalde dat jaar haar eerste nationale titel toen zij het NK strokeplay won in de D-divisie: de Guppencup. Van 2002 tot en met werd ze dameskampioene van Houtrak.

## Amateur
In 2007 kreeg De Vries brons op het Spaans Amateur tot 21 jaar.
In mei 2008 won zij op de Noord-Nederlandse Golf & Country Club de Trompbeker (het NK t/m 21 jaar) met een score over 4 rondes van +4, haar clubgenoot Reinier Saxton won bij de jongens met een score van -7.
In 2008 vertegenwoordigde zij Nederland op het ELTK in een team met Christel Boeljon, Dewi-Claire Schreefel, Kyra van Leeuwen en Marieke Nivard.
In 2009 kwam zij in de finale van de NK Matchplay op Geijsteren door o.a. Marcella Neggers te verslaan. Op 27 juni nam zij het op tegen Annemieke de Goederen, die zij met 5/4 versloeg.

### Gewonnen
- 2000: Guppencup
- 2008: Nationaal Kampioenschap Strokeplay Junioren
- 2009:  NK Matchplay Junioren
- 2009: NK Strokeplay
- 2010: Nationaal Open Strokeplay op Best

## Professional
In 2011 is Chrisje de Vries professional geworden en speelde ze op de LET Access Tour. Daar haalde ze enkele top-10 plaatsen. Begin 2012 haalde ze op La Manga een spelerskaart voor de Ladies European Tour met een gedeeld derde plek in de pre-kwalificatie en een 22e plek in de eindkwalificatie. Haar eerste cut op de Europese Tour haalde Chrisje in Marokko, waar ze gedeeld 52e werd. Ze slaagde er niet in haar kaart te verlengern, dus in 2013 speelt ze de LET Access Series en op de nieuwe Paul Lawrie Golf Centre Scottish Ladies Open Tour, waar ze in april op de Marriott Dalmahoy East Course haar eerste overwinning behaalde

### Gewonnen
Scottish Ladies Open Tour
- 2013: 1ste Paul Lawrie Open

PGA Holland
- 2013: Nationaal Open Matchplay
- 2014: Nationaal Open Matchplay[2]